# HD 145849
HD 145849，又名BD+36 2706，SAO 65132、HR 6046，是一颗恒星，视星等为5.63，位于銀經58.33，銀緯46.9，其B1900.0坐标为赤經16h 8m 8.6s，赤緯+36° 46.9′ 59″。